# Adam Lallana
Adam David Lallana (* 10. května 1988 St Albans) je bývalý anglický profesionální fotbalista, který hrál na pozici ofensivního záložníka. Mezi lety 2013 a 2018 odehrál také 33 utkání v dresu anglické reprezentace, ve kterých vstřelil 2 branky. Účastník Mistrovství světa 2014 v Brazílii a EURA 2016 ve Francii.

## Klubová kariéra

### Southampton FC
Lallana se přes akademii probojoval do A-týmu Southampton FC v červenci 2006 a debut absolvoval 23. srpna téhož roku při výhře 5:2 nad týmem Yeovil Town FC v anglickém ligovém poháru. 31. října 2006 se Saints upsal až do prosince 2009, ale v říjnu 2007 si zahrál i za AFC Bournemouth díky měsíčnímu hostování. 28. května 2008 vstřelil Lallana svou první branku na profesionální úrovni za Southampton proti West Bromwich Albion FC.
V sezoně 2008/09 se stal pravidelně hrajícím hráčem A-týmu a tak nebylo divu, že souhlasil s novým kontraktem na 3 roky. Následující sezonu zakončil s 20 vstřelenými góly ve všech soutěžích a stal se tak prvním záložníkem od roku 1995, který dokázal vsítil tento či vyšší počet branek (před ním Matt Le Tissier).
V lednu 2011 opět prodloužil smlouvu do roku 2015 a byl zařazen do týmu sezóny 2010/11 Football League One díky 11 vstřeleným brankám.
V úvodu sezóny 2012/13 odehrál svůj první zápas v Premier League, kdy jako kapitán svedl souboj proti Manchesteru City FC s výsledkem 3:2 pro soupeře. Na první gól v nejvyšší anglické soutěži si musel počkat až do venkovní prohry proti West Hamu United FC 1:4.
18. května 2014 byl zařazen do seznamu šesti hráčů na cenu Hráč roku dle PFA v anglickém fotbale a poté se dostal do týmu roku dle PFA. S ním se tam dostal i jeho spoluhráč Luke Shaw.

### Liverpool FC
1. července 2014 přestoupil za cca 25 milionů britských liber do Liverpool FC. Společně s Lallanou v létě 2014 ze Southamptonu do Liverpoolu zamířili Dejan Lovren a Rickie Lambert. 25. července si Lallana při tréninku v Bostonu poranil koleno, které léčil 6 týdnů a kvůli tomu musel vynechat začátek Premier League proti jeho bývalým spoluhráčům ze Southamptonu.
Poprvé v novém dresu se Lallana představil 13. září 2014 při domácí prohře 0:1 proti Aston Villa FC, kdy v 61. minutě střídal Raheema Sterlinga. 4. října 2014 vstřelil Adam první branku za Liverpool v utkání, které skončilo výhrou 2:1 nad West Bromwich Albion FC.

### Brighton & Hove Albion FC
Od roku 2020 působil v klubu Brighton & Hove Albion FC.

### Návrat do Southamptonu a konec kariéry
14. června 2024 se Lallana vrátil do Southamptonu, kde zadarmo podepsal roční smlouvu.
25. června 2025 Lallana oznámil svůj odchod do fotbalového důchodu.

## Reprezentační kariéra
Lallana reprezentoval Anglii v mládežnických výběrech.
V A-mužstvu Anglie debutoval 15. listopadu 2013 na stadionu Wembley v Londýně v přátelském zápase s Chile, který skončil porážkou domácího Albionu 0:2. Společně s ním zažil reprezentační premiéru i jeho klubový spoluhráč ze Southamptonu Jay Rodriguez.
Trenér Roy Hodgson jej nominoval na Mistrovství světa 2014 v Brazílii, kde Angličané vypadli již v základní skupině D, obsadili s jedním bodem poslední čtvrtou příčku.

Pod vedením trenéra Roye Hodgsona se zúčastnil i EURA 2016 ve Francii, kam se Anglie suverénně probojovala bez ztráty bodu z kvalifikační skupiny E.

## Úspěchy
- Tým roku Premier League podle PFA – 2013/14[11]